# جستن كين
جستن كين (بالإنجليزية: Justin Kane) (مواليد 21 ديسمبر 1981) هو ملاكم أسترالي، مثّل بلاده في الألعاب الأولمبية الصيفية 2000.

## روابط خارجية
جستن كين على موقع بوكس ريك (الإنجليزية) (registration required)
- جستن كين على موقع أوليمبيديا (الإنجليزية)
- جستن كين على موقع اللجنة الأولمبية الأسترالية (الإنجليزية)
- جستن كين على موقع اتحاد ألعاب الكومنولث (مؤرشف) (الإنجليزية)